# Liste schwäbischer Adelsgeschlechter

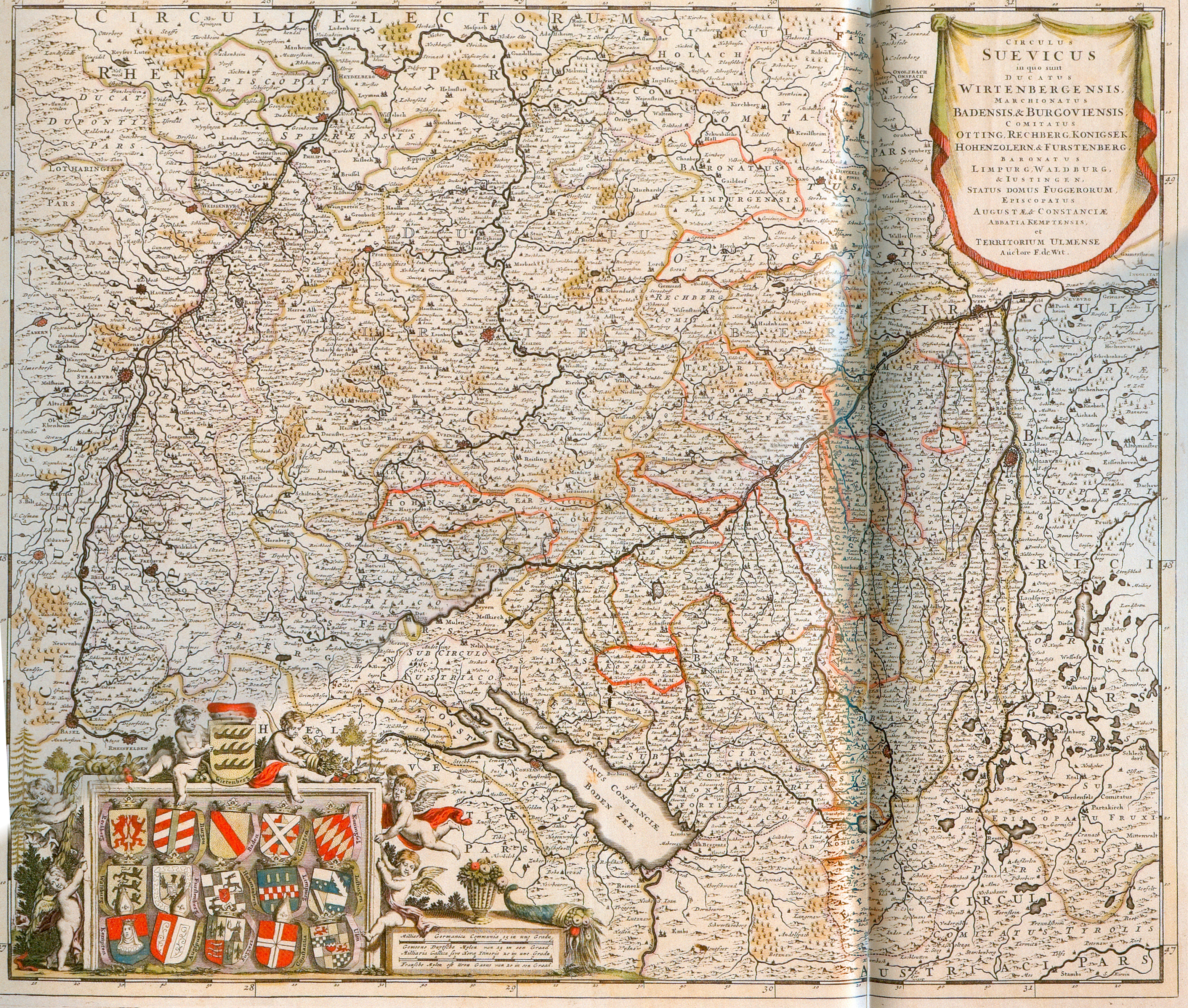
F. de Witt: Karte des Schwäbischen Kreises; 17. Jahrhundert
besonders herausgehoben:
Herzogtum Württemberg
Die Markgrafschaften Baden und Burgau
Die Grafschaften Öttingen, Rechberg, Königsegg, Hohenzollern, Fürstenberg
Die Freiherrschaften Limpurg, Waldburg, Justingen
Das Haus Fugger
Die Bischöfe von Augsburg und Konstanz und die Abtei Kempten
Die Stadt Ulm

Liste von Adelsgeschlechtern des Raumes Schwaben.
Schnellreferenz:

## Einführung
Die territoriale Zersplitterung Süddeutschlands im Alten Reich mit seinen vielen reichsunmittelbaren Territorien, ist in Standardgeschichtswerken nur schwer zu fassen. In der Regel konzentriert sich selbst die Regionalgeschichte auf die naheliegenden großen Territorien, Baden, Württemberg, und Hohenzollern.
Es ist heute üblich, in territorialen Zusammenhängen zu denken. Im historischen Kontext ist ein solches nationalstaatliches Denken noch recht jung. Bis zum Ende der Monarchie waren die Einwohner eines Territoriums aber nicht Badener, Württemberger oder Preußen, sondern Untertanen des jeweiligen Souveräns und bei Tod oder Herrschaftswechsel musste dem neuen Souverän gehuldigt werden. Das feudale Lehenssystem machte die Dinge noch komplizierter. Zumindest bis zum Ende des alten Reiches war es das alleinige Privileg des „römischen“ Königs bzw. Kaisers, jemanden in den Adelsstand aufzunehmen. Der Adelige konnte über so genannten Allodialbesitz verfügen, oder Besitz zu Lehen empfangen haben. Diese Lehen konnte er wiederum vom König, beziehungsweise Kaiser direkt empfangen haben, oder aber, und dies gilt vor allem für mindermächtige Adelsgeschlechter, von einem weltlichen oder geistlichen Fürsten. Die dadurch begründeten Herrschaften waren nicht ausschließlich territorial definiert, sondern waren zu einem großen Teil ein beiderseitiges, persönliches Verhältnis. Es waren Grundherrschaft und Leibherrschaft, aus denen Abgabepflichten und Frondienste der Untertanen erwuchsen. Durch die Leibeigenschaft war auch die Freizügigkeit der Untertanen eingeschränkt. Weitere mögliche Rechte waren das Collectationsrecht, also das Recht, Steuern zu erheben, die Wehrhoheit und das Patronatsrecht. Des Weiteren waren sowohl als Machtfaktor, aber auch als Einkommensquelle die Ausübung der höheren und niederen Gerichtsbarkeit von Bedeutung. Solche Rechte oder Eigentum wechselte auch als Erbe, Mitgift oder Pfand den Besitzer, und besonders Grundherrschaft und Leibherrschaft konnten innerhalb eines Dorfes von unterschiedlichen Adelsfamilien auf einzelne Bewohner bezogen sein. Ein weiteres Herrschaftsrecht, das häufig zu Konflikten – auch zwischen unterschiedlichen Adelsgeschlechtern – führte, war das Jagdrecht. Für die Untertanen war dies besonders wegen der Jagdfronen und wegen der Wildschäden von Bedeutung.
Die historische Entwicklung führte dazu, dass sich im Bereich des ehemaligen Herzogtums Schwaben eine besondere Adelslandschaft herausbildete, in der – anders als etwa in Bayern – kein größerer Territorialstaat in der Lage war, die mindermächtigen Adelsgeschlechter der Landsässigkeit zu unterwerfen. In dieser Landschaft konnten auch eine Vielzahl von Reichsstiften ihre Unabhängigkeit bewahren und stellten, zumindest bis in die Frühe Neuzeit, ein Betätigungsfeld des niederen Adels dar. Die Besetzung der Fürstbistümer war, zumindest im hier betrachteten Raum, von den frühen Jahren abgesehen, ebenfalls dem niederen Adel vorbehalten.
Deshalb werden hier die Adelsgeschlechter und nicht die Territorien erfasst. Der zeitliche Rahmen soll durch den Reichsdeputationshauptschluss begrenzt sein. Der räumliche Rahmen wird durch den Schwäbischen Kreis vorgegeben, beziehungsweise durch die Ausdehnung des ehemaligen Herzogtums Schwaben. Diese regionale Abgrenzung ist gerechtfertigt, da sie einer gewachsenen Struktur eines, von den Mitgliedern dieses Kreises empfundenen, gemeinsamen Herkommens entspricht.

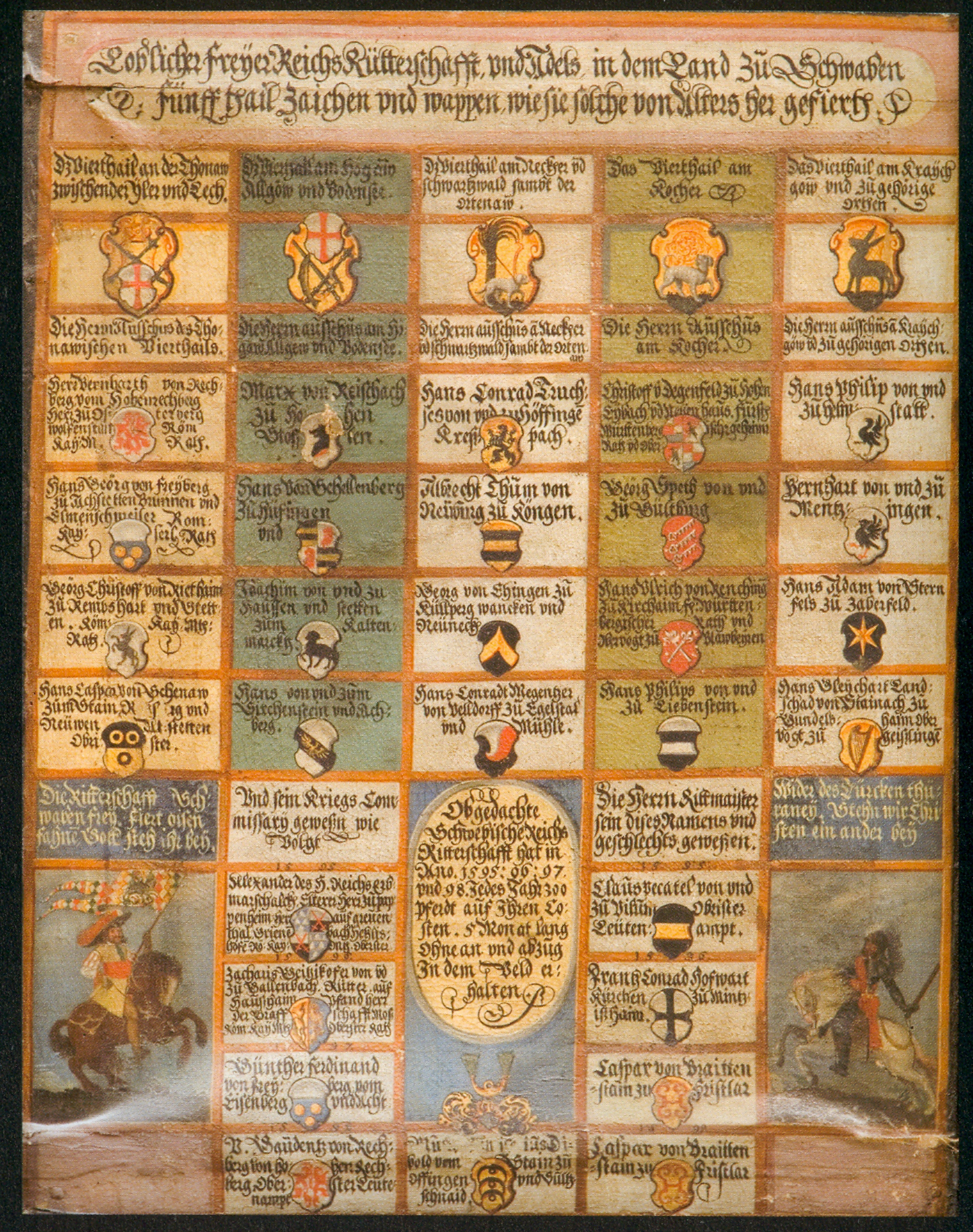
Die Reichsritterschaft in Schwaben,
Man beachte die aus den alten Adelsgesellschaften übernommenen Symbole

Da die Adelsgeschlechter im Zeitablauf Standeserhöhungen, manchmal aber auch Standesminderungen unterworfen waren, werden hier keine Differenzierungen in Hochadels- oder Niederadelsgeschlechter vorgenommen. Eine Aufnahme erfolgt, wenn über Literatur, oder Wappenübereinstimmungen von Ortswappen und Geschlechterwappen eine eindeutige Zuordnung möglich ist.
Die nichtfürstlichen Adelshäuser schlossen sich genossenschaftlich zu Adelsgesellschaften zusammen. Diese waren mehr als reine Turniergesellschaften. Es handelte sich um Schutzbündnisse sowohl gegen die Städte, als auch gegen die Fürsten. Darüber hinaus dienten sie der schiedsgerichtlichen Bereinigung von internen Konflikten. Gegen die Bedrohung ihrer Interessen in den Appenzellerkriegen schlossen sich die Adeligen im überregionalen Bündnis vom Sankt Jörgenschild zusammen. Als erstes ständeübergreifendes Landfriedensbündnis fanden sich die Mitglieder des Sankt Jörgenschild im Schwäbischen Bund diesmal mit Fürsten und Städten vereint. Dieses Bündnis diente als Modell für die weitere Reichsreform. Die Organisationsstruktur des Bundes wurde übernommen. Nach dem Scheitern der Reichsreform blieb die Kreiseinteilung zwar erhalten, aber die niederadeligen Adelsgeschlechter, die ihre Reichsunmittelbarkeit bewahren konnten, schlossen sich in der Reichsritterschaft zusammen. Innerhalb der Kreisordnung, die sie auch für sich übernahmen, knüpften sie auch an die Traditionen der Adelsgesellschaften an und übernahmen deren Symbolik. Die Kantone übernahmen die Embleme der früher in diesen Kantonen vertretenen Gesellschaften: so zum Beispiel der Ritterkanton Hegau-Allgäu-Bodensee den Fisch und den Falken, oder der Ritterkanton Kraichgau das Wappentier der Gesellschaft mit dem Esel.

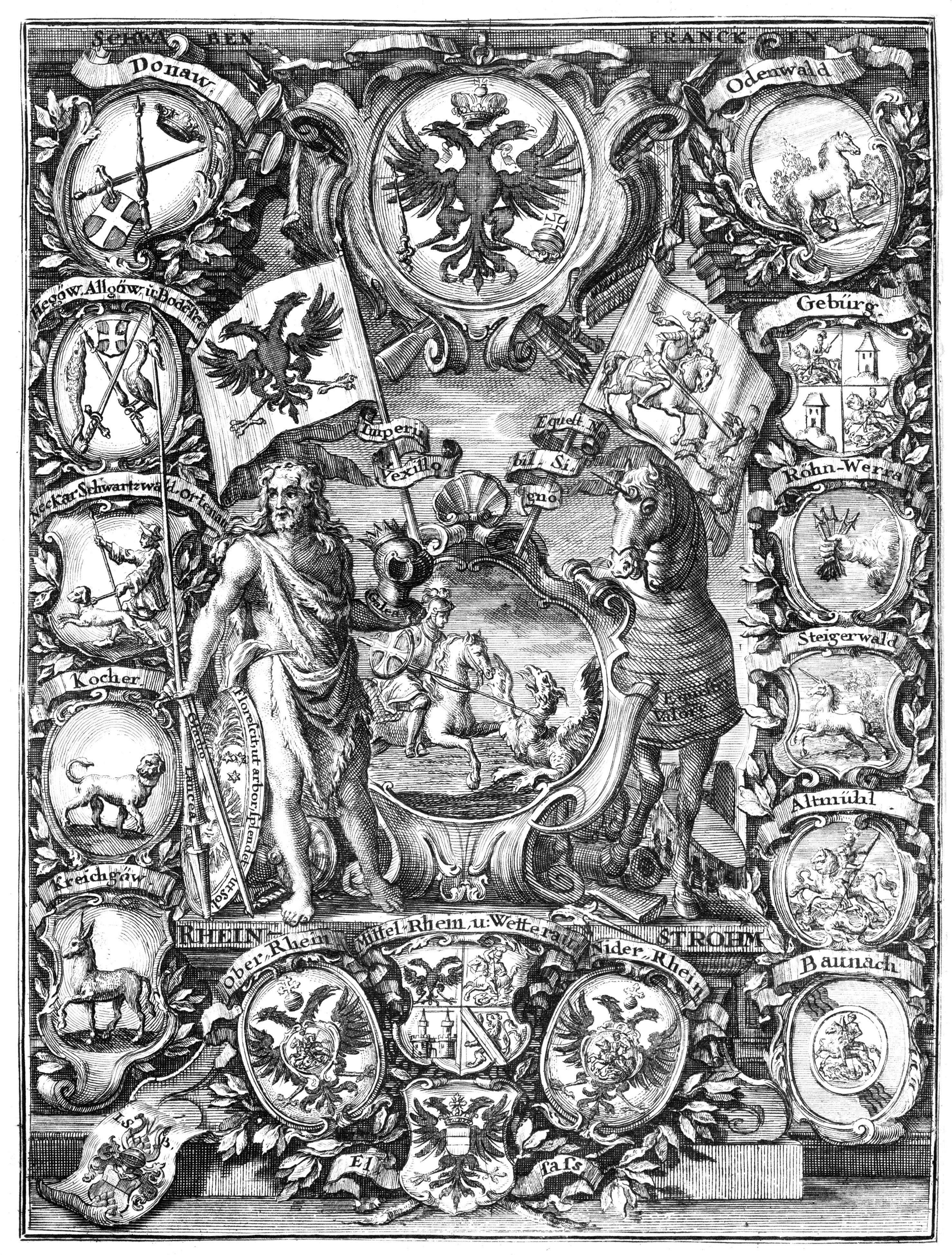
Reichs-Ritterkreis, Johann Stephan Burgermeister, 1721